# Lego Star Wars : La Saga Skywalker
Lego Star Wars : La Saga Skywalker est un jeu vidéo d'action-aventure Lego développé par TT Games et édité par Warner Bros. Interactive Entertainment, sorti le 5 avril 2022 sur les plateformes Windows, Nintendo Switch, PlayStation 4, PlayStation 5, Xbox One et Xbox Series. Il s'agit du sixième opus de la série de jeux vidéo Lego Star Wars et le successeur de Lego Star Wars : Le Réveil de la Force. 
L'histoire du jeu est basée sur les neuf films de la franchise Star Wars,. 

## Système de jeu
Contrairement à la plupart des jeux vidéo Lego dans lesquels les joueurs devaient avancer dans l'histoire dans un ordre linéaire, les joueurs peuvent choisir de commencer le jeu à partir de l'une des 3 trilogies de La Saga Skywalker. Chaque épisode comporte cinq niveaux d'histoire, soit un total de 45 niveaux, contre six niveaux par épisode dans les jeux précédents. Le jeu contient 953 missions secondaires diverses réparties dans le monde ouvert. Le jeu est jouable seul ou à deux.
La caméra a été rapprochée vers le personnage afin de mieux ressembler à un jeu à la troisième personne. Le système de combat a été repensé par rapport aux titres précédents, comme les personnages porteurs de sabre laser qui utilisent désormais une variété de combos,     et peuvent utiliser la Force de 3 manières différentes, distraire, effrayer et influencer (contrôler) l'esprit des personnages non joueurs(PNJ). Ils peuvent également lancer leur sabre. Les personnages avec un blaster sont dotés d'une caméra sur l'épaule et d'un viseur pour plus de précision. Certains ennemis peuvent désormais lancer des bombes que le joueur peut éviter. Ils peuvent également bloquer les attaques, et c'est au joueur de tenter une contre-manœuvre afin de les atteindre. Il est aussi possible désormais de porter les armures de certains soldats ennemis afin de se fondre dans la masse pour s'infiltrer. Les vies du personnage joué et celles de ses ennemis (boss ou ennemis plus communs) ne sont plus des "cœurs" comme dans les autres jeux Lego, mais une barre de vie rouge au-dessus de la tête des personnages.
Le jeu propose 422[réf. nécessaire] personnages jouables, dont 380 sans les contenus téléchargeables, répartis en dix catégories : Jedi, Heros, Pillards, Vauriens, Chasseurs de primes, Villains, Sith, Droides astromech, Droides de protocole et Divers. Toutes ces catégories contiennent 4 améliorations (sauf "Divers") à débloquer afin d'avancer dans les missions, de pouvoir récupérer des extras, personnages bonus ou autres. Les ennemis réagissent de différentes manières en fonction du personnage joué. Contrairement aux précédents jeux vidéo Lego, La Saga Skywalker ne propose pas la création de personnages.
Le jeu propose au total 119 vaisseaux et véhicules pilotables réparti en 3 classes : 69 vaisseaux stellaires et 45 micro vaisseaux pilotables dans l'espace, ainsi que 5 vaisseaux amiraux qui sont explorables. Il y a sur la majorité des planètes des moyens de se déplacer plus rapidement a disposition. Comme des banthas, des motojets, des petits marcheurs bipodes, etc.
En effet, tout comme son prédécesseur, Lego Star Wars : Le Réveil de la Force, le centre du jeu n'est pas une zone unique, comme la Cantina (Bar dans star wars) de Mos Eisley dans Lego Star Wars : La Saga complète, mais un large éventail de planètes explorables remplies de nombreux monuments iconiques de Star Wars. Sauf la planète Kijimi qui elle, n'est pas explorable. Les planètes et les lunes incluent Naboo, Tatooine, Coruscant, Kamino, Geonosis, Kashyyyk, Utapau, Mustafar, Yavin 4, Hoth, Dagobah, Bespin, Endor, Jakku, Takodana, D'Qar, Ahch-To, Cantonica, Crait, Ajan Kloss, Pasaana, Kijimi, Kef Bir et Exegol. Toutes ont de nombreuses quêtes secondaire différentes. Des rencontres aléatoires ont également lieu dans le hub du jeu. Par exemple, un vaisseau amiral ennemi peut soudainement sortir de l'hyperespace et envoyer une flotte de chasseurs TIE après le joueur. Les joueurs peuvent choisir de s'engager dans des combats aériens ou de continuer à progresser dans l'histoire.

## Développement et marketing
Lego Star Wars: La Saga Skywalker a d'abord été teasé pour être en développement par l'éditeur sonore de Lucasfilm Matthew Wood à la Star Wars Celebration à Chicago. Une bande-annonce a été présentée à l'E3 2019 lors de la conférence de presse de Microsoft. Une deuxième bande-annonce montrant une scène des neuf films a été publiée le 20 décembre pour coïncider avec la sortie de Star Wars, épisode IX : L'Ascension de Skywalker. En octobre 2020, quelques mois après l’annonce de la soirée d'ouverture de la Gamescom 2020 Live, des annonces promotionnelles ont été diffusées sur YouTube pour présenter le jeu, ainsi que certains sets Lego en rapport avec la Saga Skywalker. 
Disney et Lucasfilm n'avaient pas partagé de détails importants sur L'Ascension de Skywalker avec l'équipe du jeu avant la sortie du film. En attendant, TT Games a travaillé sur d'autres aspects du jeu jusqu'à ce que Lucasfilm partage plus de détails. Le jeu est développé dans le nouveau moteur de Traveller's Tales, NTT (prononcé Entity).
L'illustration de couverture officielle a été révélée le 4 mai 2020.

### Distribution des rôles

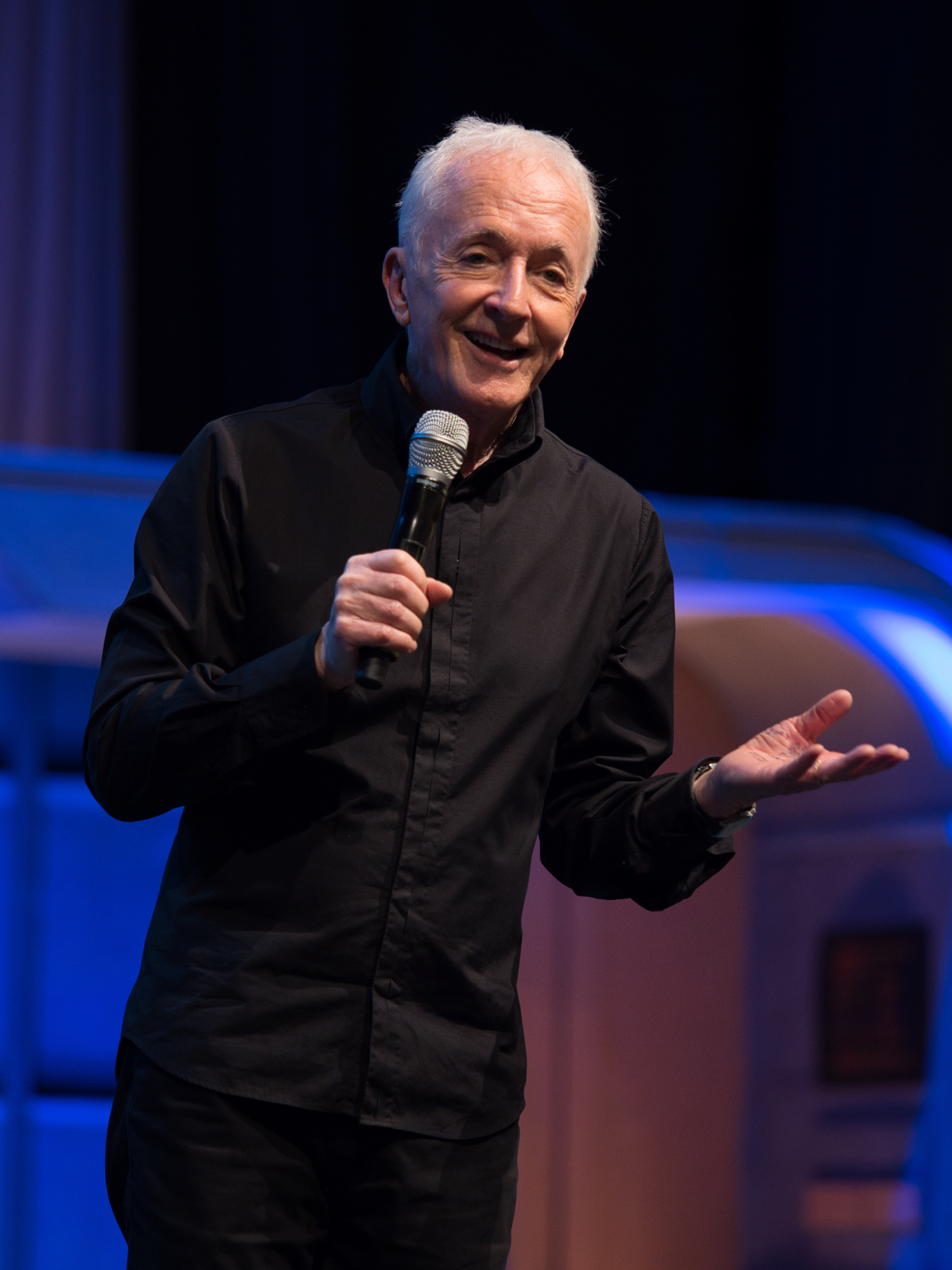
Indéboulonnable interprète du droïde de protocole C-3PO, Anthony Daniels reprend une fois de plus le personnage qu'il joue depuis 1977, soit depuis le premier épisode de la franchise.

La distribution du jeu comporte à la fois les comédiens habituels des personnages dans les œuvres d'animation et les différents jeux vidéo, ainsi que plusieurs comédiens apparus dans les films. Ainsi, James Arnold Taylor, Corey Burton, Terrence C. Carson (en) et Tom Kane reprennent respectivement Obi-Wan Kenobi, le Comte Dooku, Mace Windu et Yoda, qu'ils jouent depuis la série Star Wars: Clone Wars diffusée entre 2003 et 2005,. Par ailleurs, Tom Kane reprend le rôle de l'amiral Ackbar tenu dans plusieurs œuvres en plus d'interpréter exceptionnellement le rôle de Qui-Gon Jinn, et participe pour la dernier fois à une production, l'acteur ayant pris sa retraite à la suite d'un accident vasculaire cérébral,. 
Tenant les rôles depuis The Clone Wars en 2008, Matt Lanter, Catherine Taber et Matthew Wood reprennent respectivement Anakin Skywalker, Padme Amidala et le général Grievous,. De même pour Sam Witwer qui reprend Darth Maul, en plus de l'Empereur Palpatine qu'il a interprété à plusieurs reprises. 
Pour ce qui est des retours des comédiens qui sont apparus dans les films, Anthony Daniels, Billy Dee Williams et Bill Kipsang Rotich (en) reprennent les rôles de C-3PO, Lando Calrissian et Nien Nunb, leurs personnages de la première trilogie,. Greg Grunberg et Hermione Corfield reprennent les rôles de Snap Wexley et de Tallie Lintra tenus dans la troisième trilogie,.
Interprète de la version jeune du chasseur de primes Boba Fett dans le film L'Attaque des clones sorti en 2002, Daniel Logan prête ici sa voix à sa version plus âgée,. Parmi les autres acteurs de la deuxième trilogie, se trouvent notamment Andy Secombe (Watto), Brian Blessed (Boss Nass), Silas Carson (Ki-Adi-Mundi et Lott Dod), Leeanna Walsman (Zam Wesell), Steve Speirs (capitaine Tarpals), Scott Capurro (en) (Beed), Greg Proops (en) (Fode), Anthony Phelan (Lama Su), Jay Laga'aia (capitaine Typho) ou encore Ralph Brown (Ric Olie),.

### Publication
Le 7 mai 2020, la date de sortie a été mentionnée comme étant le 20 octobre 2020 via la chaîne YouTube Star Wars. Le même jour, la vidéo originale a été rendue privée et une nouvelle vidéo, dans laquelle la date de sortie a été coupée, a été téléchargée. Cette date n'a pas été confirmée autrement. Le 26 août 2020, le site web Lego a affiché la date de sortie comme étant 2021, mais il a été supprimé par la suite avant d'être mis à jour pour supprimer toute suggestion d'année de sortie. Le lendemain, lors de la soirée d'ouverture de la Gamescom 2020 Live, il a été annoncé que le jeu sortirait au printemps 2021. Au début du mois d’avril 2021, TT Games a annoncé sur sa page Twitter que son équipe aura besoin de plus de temps pour créer le jeu, et qu'elle ne pourra pas respecter la période de lancement du printemps 2021. Le 25 août 2021, lors de la soirée d'ouverture de la Gamescom 2021 Live, il a été annoncé que le jeu sortirait au printemps 2022. Enfin, le 20 janvier 2022, Lego sort un trailer de gameplay annonçant la date de sortie pour le 5 avril 2022.
Le jeu est disponible dans une édition standard et une édition deluxe. L'édition Deluxe comprend le pack Character Collection, qui rassemble sept packs de personnages basés sur des personnages extérieurs à la Saga Skywalker, qui se compose de packs issu de The Mandalorian, Rogue One: A Star Wars Story, Solo: A Star Wars Story, la série à venir Star Wars: The Bad Batch, un pack "Classic Characters", et un pack troopers. 
Les éditions Physical Deluxe sont publiées sur Nintendo Switch, PlayStation 4 et PlayStation 5.
Le 1er novembre 2022 sort la Galactic Edition du jeu contenant le jeu principal, le pack de personnages DLC #1, ainsi qu'un nouveau pack (DLC#2) qui contient des packs de personnage diffusé au fur et a mesure du mois. Ce nouveau pack contient des personnages tirés des séries Star Wars qui n'étaient pas présente dans le jeu. On note la série Obi-Wan Kenobi, Andor, Le livre de Boba Fett, The Clone Wars, Rebels ainsi que Summer Vacation.

### Contenu téléchargeable
Des packs de personnages (DLC) sont disponibles pour ce jeu :
Pack de personnages DLC #1:
- 2 packs pour The Mandalorian (un pour la saison 1 et l'autre pour la saison 2) ;
- 1 pack pour Rogue One ;
- 1 pack pour Solo ;
- 1 pack pour les personnages en mode classique ;
- 1 pack pour la série The Bad Batch ;
- 1 pack de Trooper.

Pack de personnages DLC #2:
- 1 pack pour Obi-Wan Kenobi (série Disney+) ;
- 1 pack pour Andor ;
- 1 pack pour Le Livre de Boba Fett ;
- 1 pack pour The Clone Wars ;
- 1 pack pour Rebels ;
- 1 pack pour Summer Vacation.
- 1 pack qui permet de faire apparaitre des personnages non joueurs (PNJ) a sa guise
- 1 pack qui permet a certains personnages de voler a l'aide d'un jetpack

## Accueil
Lego Star Wars : La Saga Skywalker a reçu des critiques "généralement favorables", selon l'agrégateur d'avis Metacritic. OpenCritic a déterminé que 88 % des critiques recommandaient le jeu.
IGN a donné au jeu un 8 sur 10, en disant « Lego Star Wars : La Saga Skywalker fournit des réimaginations amusantes des moments les plus emblématiques de Star Wars et les place à l'intérieur d'une série de terrains de jeux interplanétaires denses de découvertes et de distractions divertissantes. » Destructoid a donné au jeu un 7,5 sur 10 et a écrit : « Lego Star Wars : La Saga Skywalker ne réinvente pas la roue et le sujet est limité parce que le récit adhère principalement aux trilogies cinématographiques, mais c'est une façon amusante de les revivre en tant qu'adulte et de les montrer aux enfants en même temps. » Game Informer a fait l'éloge des niveaux axés sur l'histoire, des combats et des déverrouillages de personnages du jeu, déclarant : « Tout en clouant les petits moments, l'immense échelle du projet semble avoir été trop large pour que TT Games l'exploite, car une partie du contenu est anormalement terne ou inégale [...] Bien qu'elle soit périodiquement sans incident, la saga Skywalker est un examen approfondi et amusant des trois trilogies de films Star Wars. » Shacknews a donné au titre un 9 sur 10, louant son humour, ses caractéristiques de combat, son doublage et ses visuels tout en prenant un problème mineur avec les objets de collection excessifs et les défis. Nintendo Life a également fait l'éloge de sa campagne, de son rythme, de son contenu secondaire, de sa coopération, de son humour et de sa musique tout en critiquant certains problèmes de performance. Push Square a également fait l'éloge du jeu tout en déplorant les problèmes occasionnels de caméra, les basses de performance et le manque de coopération en ligne. Pure Xbox a également critiqué le manque de coopération en ligne, mais n'a remarqué aucun problème de performance et a fait l'éloge des graphismes ainsi que de son « jeu agréable sans fin ». Kotaku l'a qualifié de « l'un des meilleurs jeux Star Wars jamais réalisés », louant ses graphismes et son humour.
EGM a critiqué le jeu pour ne pas avoir inclus une boucle de jeu plus rationalisée et un système de carte cohérent, mais a conclu que « Lego Star Wars : La Saga Skywalker embrasse une grande partie de ce qui a rendu les jeux Lego précédents amusants et quelques-uns qui les ont rendus frustrants, tout en ajoutant une nouvelle couche de vernis et de flair qui plaira à coup sûr aux fans ». GameRevolution a déclaré que le jeu « fait plus qu'assez de bien », mais a noté que sa portée était « sapée par la mise en œuvre terne de certaines idées qui sont censées être ses grands arguments de vente, telles que son combat amélioré et son nouvel angle de caméra ». GameSpot a fait l'éloge de la mécanique de combat, de la liste des types de personnages, des visuels et de l'humour, mais a critiqué certains objectifs de campagne « vides », le contenu répétitif dans les zones centrales et les mises à niveau limitées des personnages. GamesRadar+ a fait l'éloge des visuels « magnifiques », du mode multijoueur et de la quantité de contenu proposé, mais a estimé que le gameplay était trop simpliste, concluant : « La Saga Skywalker est drôle, jouable, techniquement stupendoeux, massif et immensément authentique, c'est juste dommage qu'il semble si superficiel et enfantin par moments. » PC Gamer a critiqué le combat et les combats de boss comme étant allongés, le manque de coopération en ligne, et a déploré la crise signalée pendant le développement, mais a finalement déclaré : « La Saga Skywalker est un ensemble impressionnant, adaptant avec succès certains des films de science-fiction les plus emblématiques de tous les temps avec des quantités égales de moquerie ludique et d'adhésion aimante au matériel source ».

### Ventes
Il a eu le plus grand lancement d'un jeu Lego sur Steam. La version commerciale du jeu a fait ses débuts à la première place du classement des ventes de logiciels au Royaume-Uni au cours de sa semaine de sortie. Il a eu le plus grand lancement jamais créé pour un jeu Lego au Royaume-Uni, battant le record précédemment établi par Lego Indiana Jones : La Trilogie originale.
Le jeu s'est vendu à plus de 3,2 millions d'exemplaires dans les deux semaines suivant sa sortie, dépassant les ventes mondiales de toutes les versions précédentes de jeux sur console Lego. Le jeu avait atteint plus de 5 millions d'exemplaires vendus en juin 2022.